# Bumka bifalcata
Bumka bifalcata är en insektsart som beskrevs av Rauno E. Linnavuori och Al-ne'amy 1983. Bumka bifalcata ingår i släktet Bumka och familjen dvärgstritar. Inga underarter finns listade i Catalogue of Life.